# 神殿
神殿（しんでん。中: 神廟、羅: templum）は、神をまつるための施設。あるいは宗教的な儀式や祈祷や生贄などの活動のための施設。

## 概略
古代から建造されており、古代エジプトの宗教の神殿、古代ギリシアのパンテオン、古代ユダヤ教のエルサレム神殿などだけが神殿というわけではなく、現代のユダヤ教のシナゴーグ、キリスト教の教会堂、イスラームのモスク、神道の神社なども、たとえ日常的には「神殿」と呼ばれていない場合でも、学術的には神殿の一種である。また神をまつらない仏教寺院も神殿に含まれ、英語でもtempleと呼ぶ。
神殿の形状や機能は多様である。
呼称の歴史
英語「Temple」の起源は古代ローマに遡る。そこはかつて司祭やアウグルなどが支配していた区域だったことが関係している。もともとは古代ローマの宗教に関連して使われていた言葉である。古代ローマの言語のラテン語ではtemplum（テンプルム）と言ったが、「tem」はもともと「切る」という意味だったので、「確保された、あるいは切り分けられた場所」という意味ともなり、一方で「ten」という綴りだと「広げる、伸ばす」という意味だったので、「temp」は「祭壇の前の、物の無い空間（あるいは 測られた空間）」という意味だと考えられる。
一方、北魏の時代（6世紀）に成立した中国の地理書『水経注』では、各地の祭祀施設の呼称として「神殿」「神祠」「神廟」「神處」「社」「寺（佛寺）」などが用いられている。同書内では山岳・温泉・泉などの自然崇拝も祖神・祖霊や著名人に対する祭祀も神仙や仏に対するものも広く採録されている。また「寺」と「祠」の混用や仏教寺と水源の祠が隣接する例も見られ、用語面からも、仏教信仰が在来信仰とは遊離していなかったことが窺われる。

## 最古の神殿

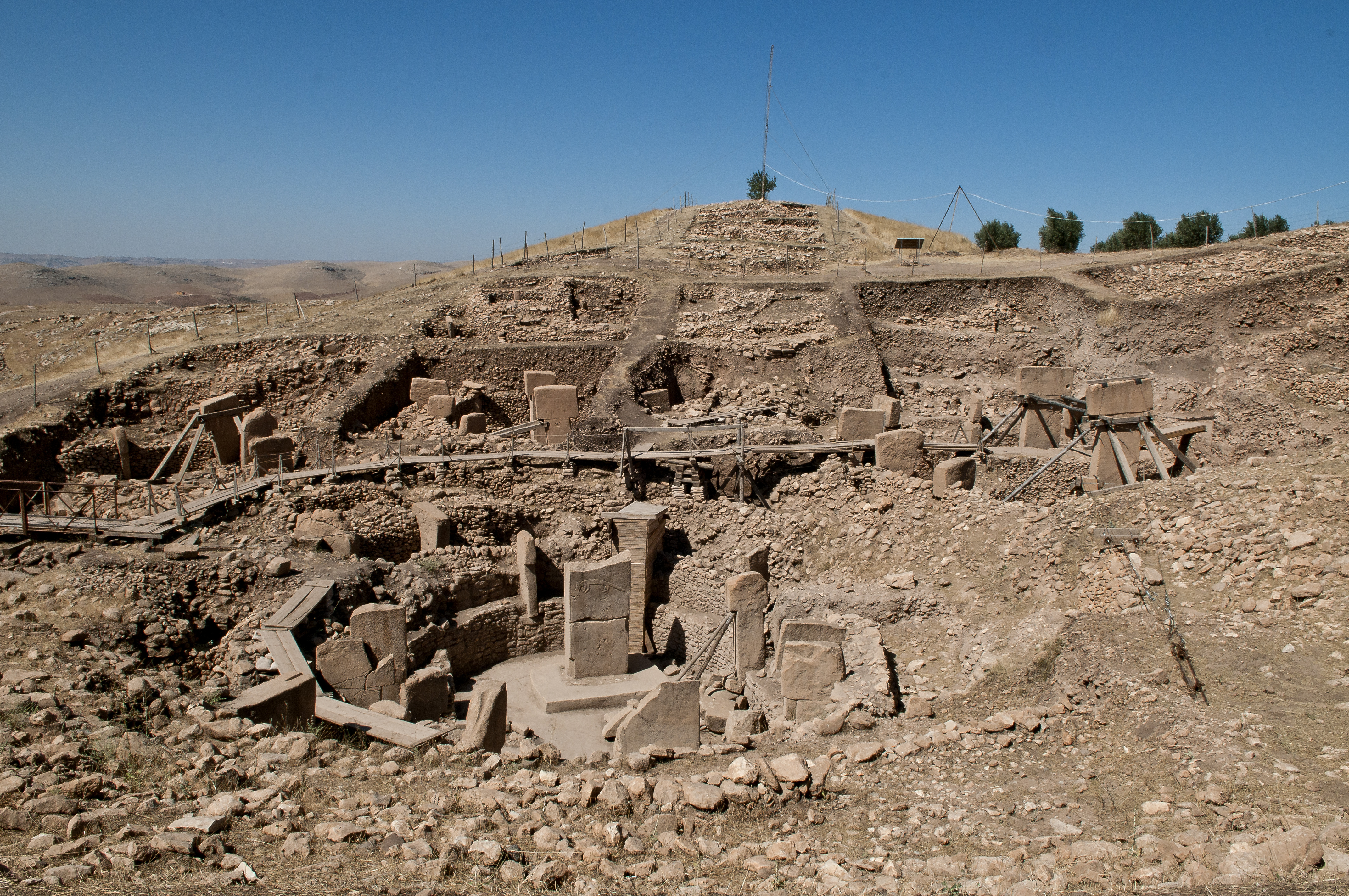
ギョベクリ・テペ

ギョベクリ・テペは、1996年から発掘が開始され、年代測定が進み、紀元前1万年から紀元前8000年の間に狩猟・採集民によって建造された神殿だ、と2010年ころから論文で指摘されるようになっており、現在までに発見された最古の神殿である。従来の人類史の定説を覆す存在であり、考古学に大きな衝撃をもたらした。この神殿を建造した人々についてより詳しく知るために、世界から考古学者がこの地にやってきて周辺の遺跡の発掘が行われており、日本の考古学者も参加している。

## メソポタミアにおける神殿

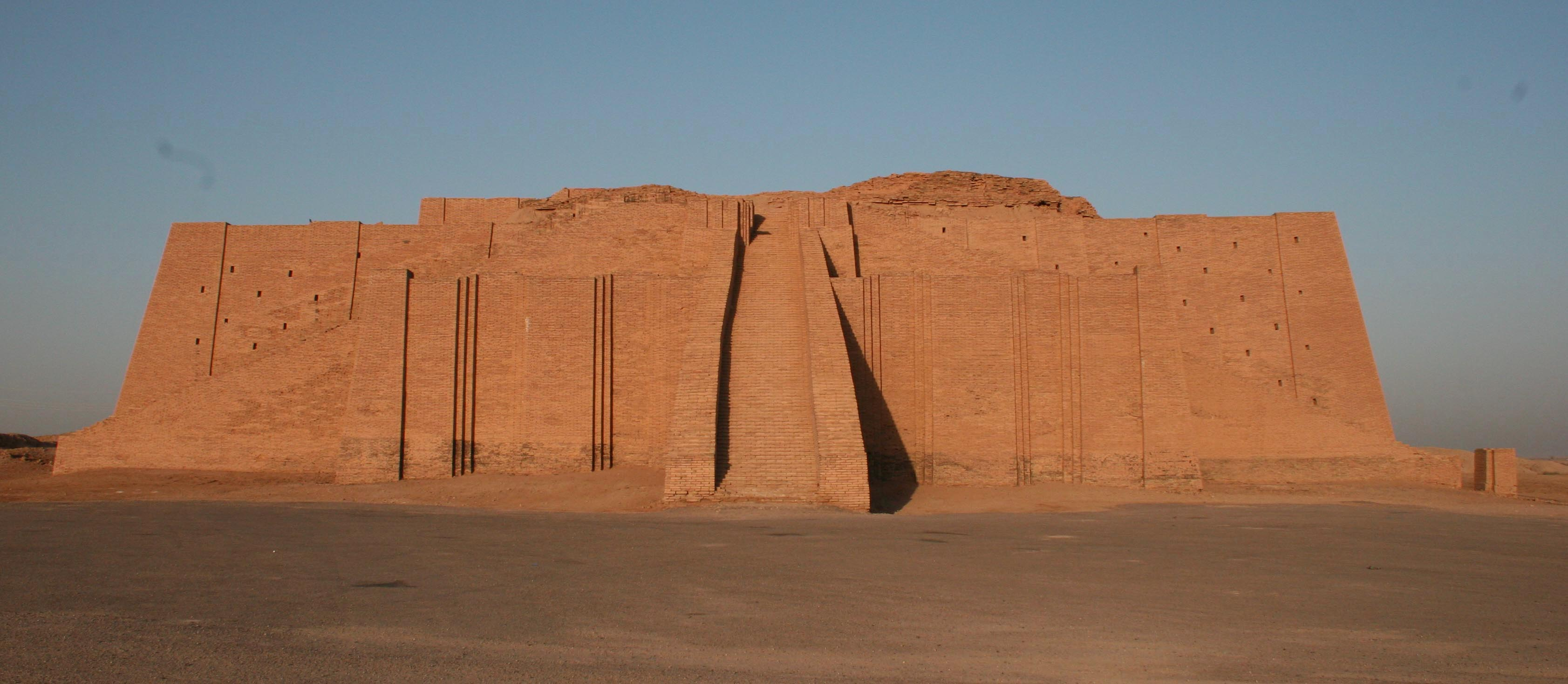
メソポタミアの神殿 エ・テメン・ニグル。現在のイラクの地にある。

メソポタミアの神殿は、いずれも古代メソポタミアの宗教から派生し、できたものである。それは、大きく、シュメール、アッカド、アッシリア、バビロニア呼ばれる地域で建造された。
メソポタミアの神殿のもっとも一般的な構造は、ジッグラトと呼ばれる、神殿が立っている平坦な上部テラスを備えた階段ピラミッドの形をした、煉瓦を使ったものである。

## 古代エジプトにおける神殿

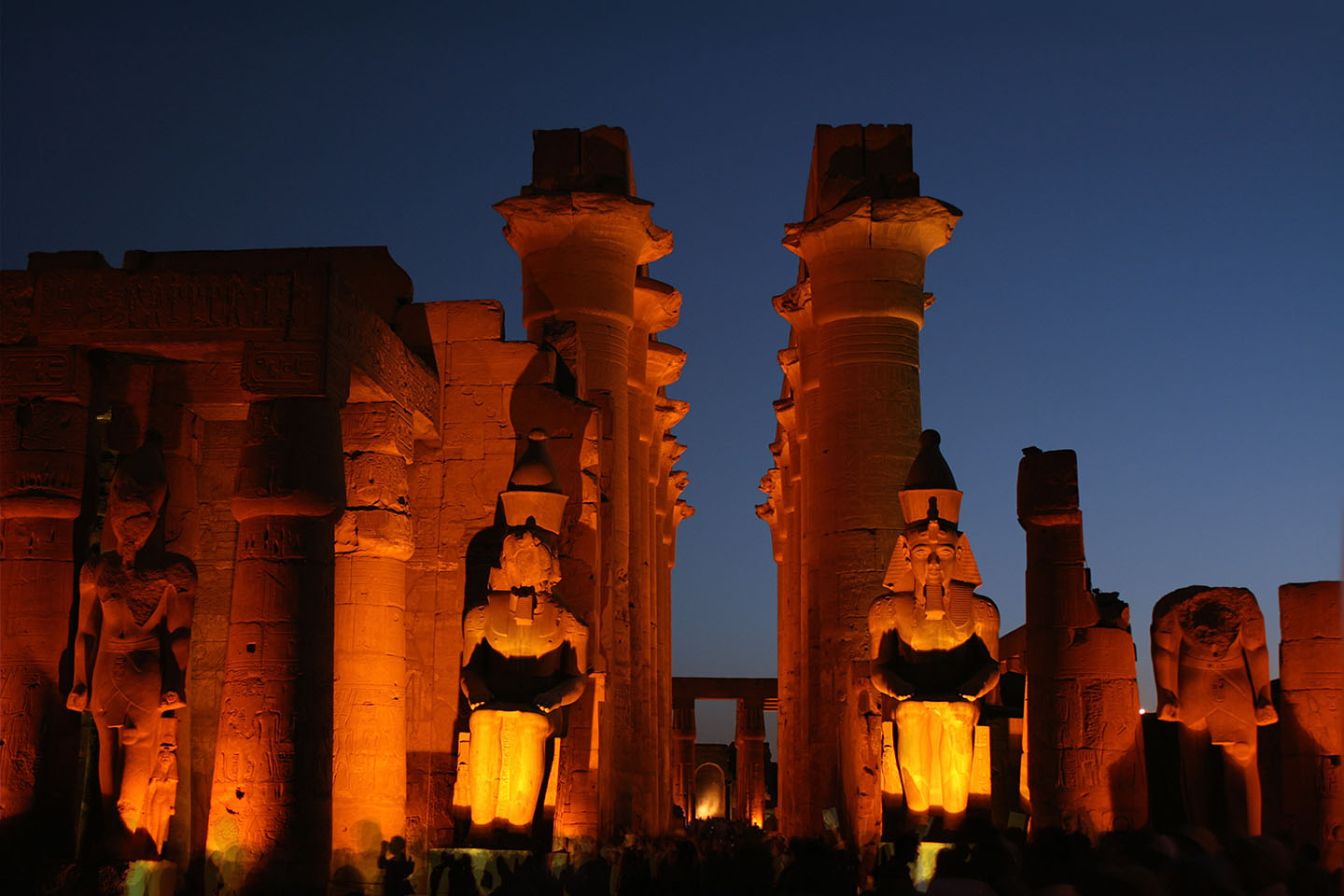
ルクソール神殿（エジプト）

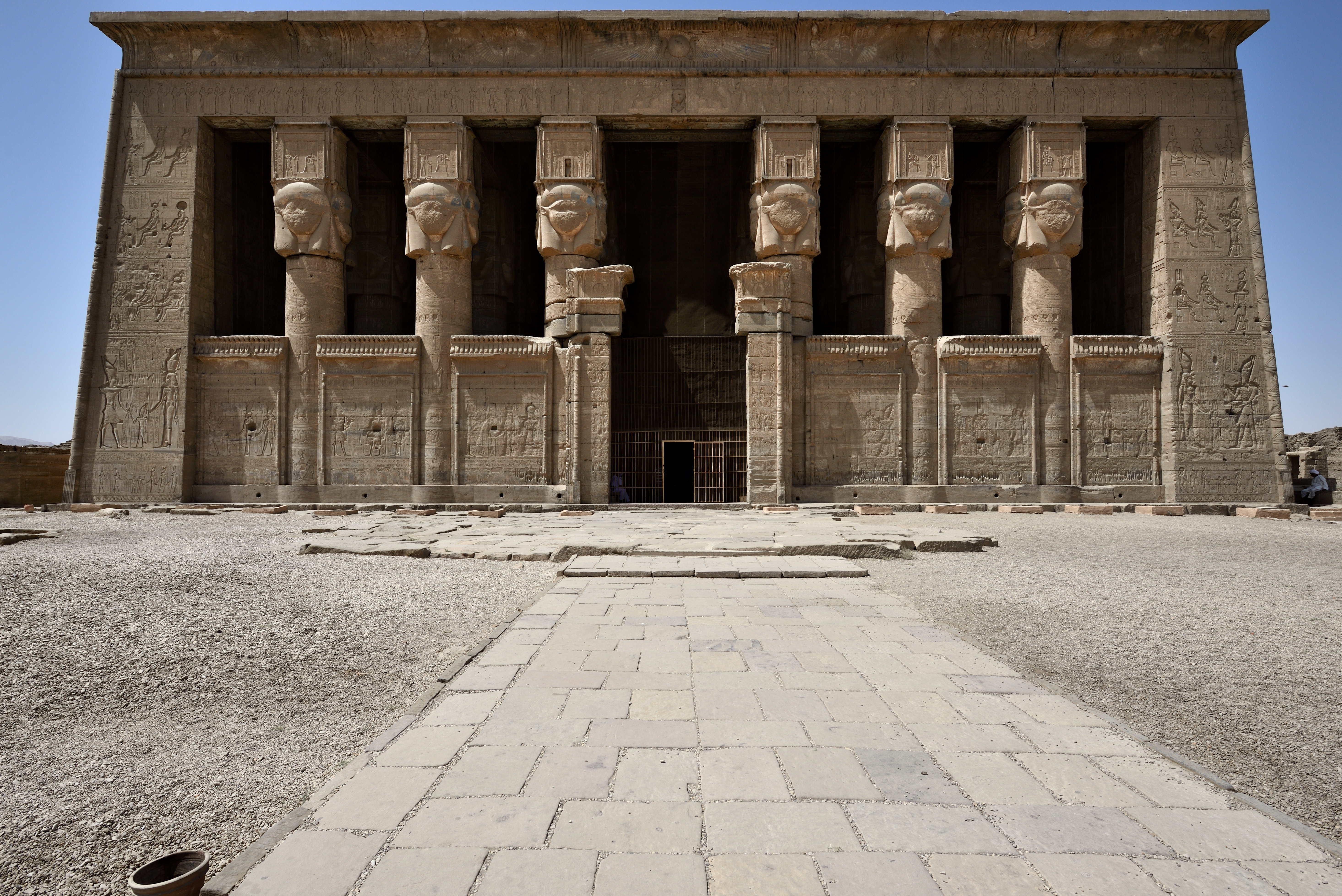
デンデラ神殿複合体（エジプト、デンデラ）

古代エジプトの神殿は、神々が地上に住む場所とされていた。実際に、エジプト人が最も一般的に使用していた呼び方は「神の邸宅」という意味の用語だった。神殿において人間と神の領域が結びつくと信じられ、神殿で行われる儀式により神が自然の中でその適切な役割を果たし続ける、と考えられた。従ってそれはマアト、つまりエジプトの宗教における自然と人間社会の理想的な秩序、を維持するために鍵になる部分であった。マアトを維持することがエジプトの宗教の全ての目的であった、従ってそれは神殿の目的でもあった。
古代エジプトの神殿はエジプトの社会にとって経済的な意義もあった。神殿は穀物が貯蔵し再配分を行う役割も持っていた。そして国の農耕地の大きな部分を所有するにいたった（新王朝期までには33％になったと推定する者もいる）。

## 古代ギリシア・ローマにおける神殿
今日、我々は、古代ギリシアの宗教的建造物を「神殿」などと呼んでいるが、古代の異教徒は「Temenos（テメノス）」などと呼んでいた。また、付近の神聖な林は、犠牲がされた空の祭壇が含まれていたため、建物自体よりも重要だった。 
殿内に崇拝対象の神の像を収めたその建物は、もともとはかなり単純な構造であったが、6世紀半ばまでに複雑になっていった。
ギリシアの神殿の建築様式は古代の建築様式の伝統に深い影響をも及ぼした。諸神殿の立地と場所を決定する儀式は、一人のアウグルにより、鳥たちの飛翔やその他の自然現象の観察を通じて執り行われた。
- アテナイのアクロポリス内のパルテノン神殿（ギリシア）
- 紀元前499年に建てられた、ドーリア式の古代ギリシア神殿（英語版）、ヘーパイストス神殿（ギリシャ、アテネ）。
- メゾン・カレ （Maison Carrée）。ローマ帝国の版図の中でも特に保存状態がよい古代の神殿のひとつである。

## 古代ローマのペイガニズムの神殿

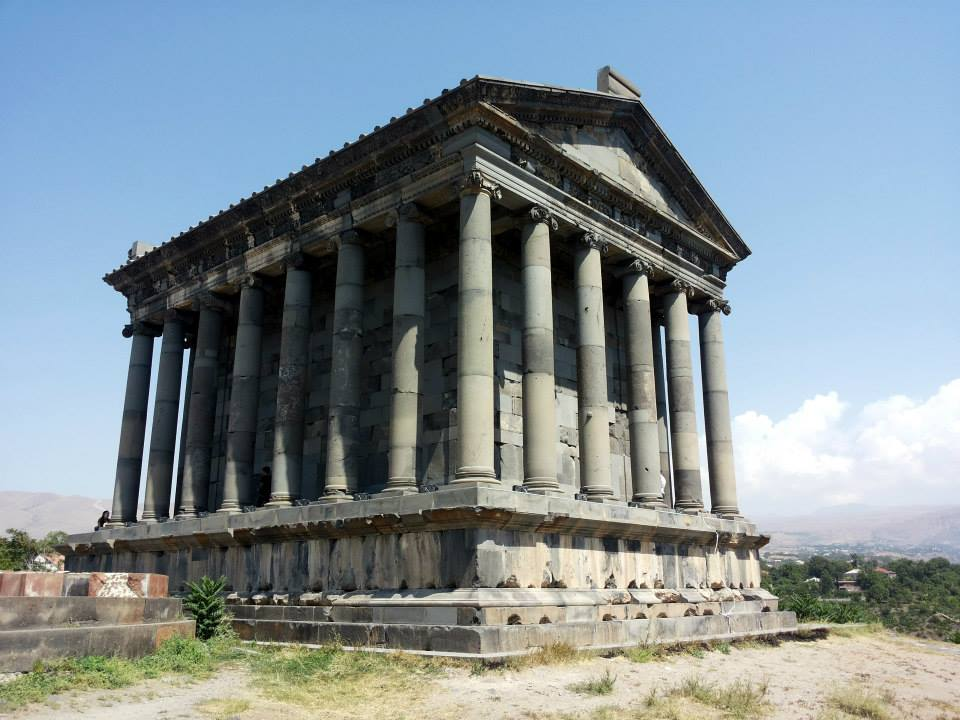
ペイガニズムの神殿である、ガーニ神殿（アルメニア）

ローマ人は、異教徒の信仰における崇拝の場を「fanum（ファンナム）」と呼んでいた。いくつかのケースでは、それは聖なる森、他の部分では、神殿のことに言及していた。かつて中世のラテンの作家らもそれらをあらわす単語として、「templum」という言葉を使っていた。場合によっては、それが神社や神殿、寺院かなどを判断するのは難しかった。
また、かつて、ゲルマン人におけるペイガニズムの宗教的建造物に関しては、古ノルド語の「hof（ホフ）」という言葉がしばしば使われていた。

## ユダヤ教の神殿

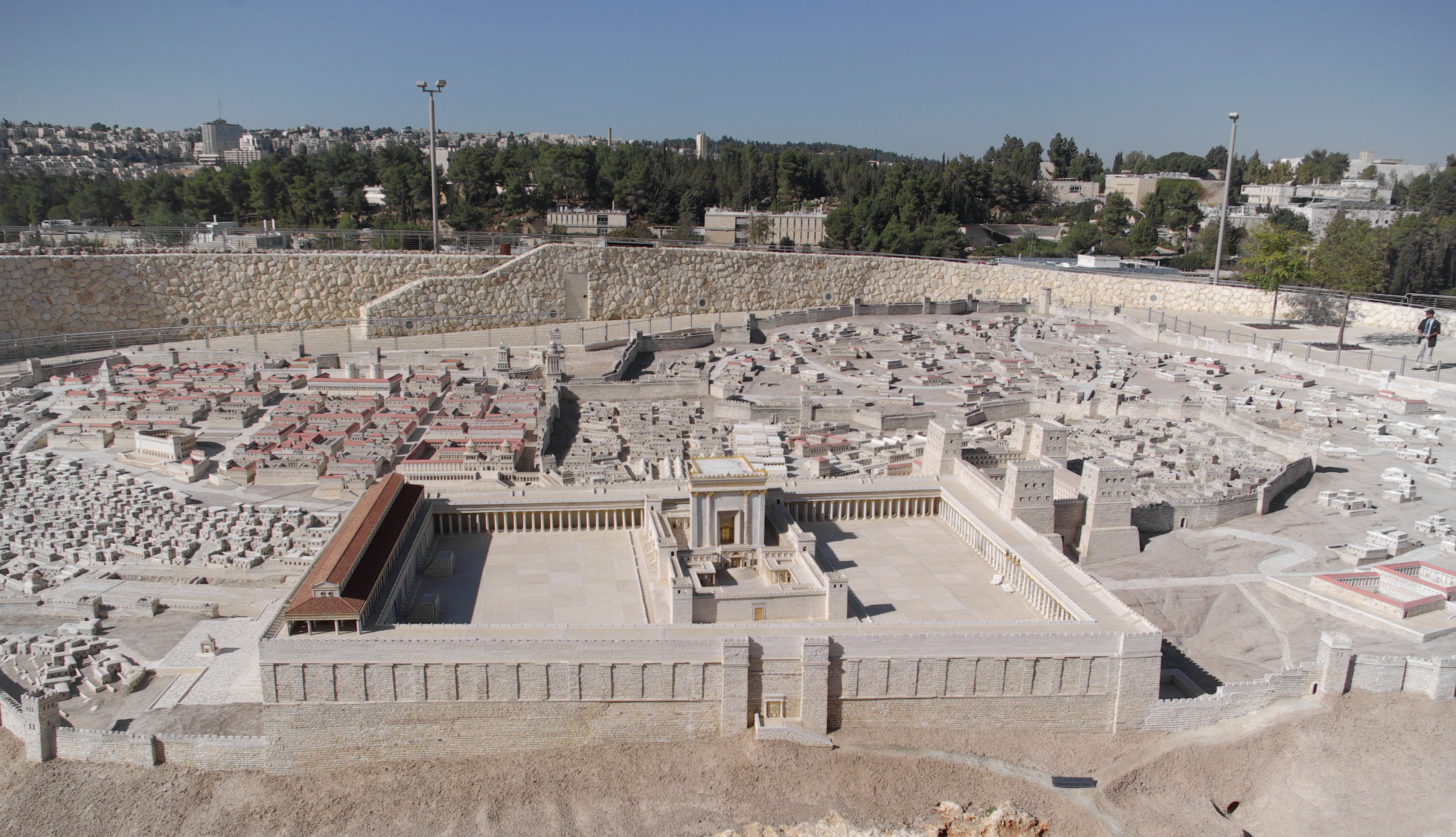
ヘロデ神殿のレプリカ。エルサレムにあるイスラエル博物館の展示品。

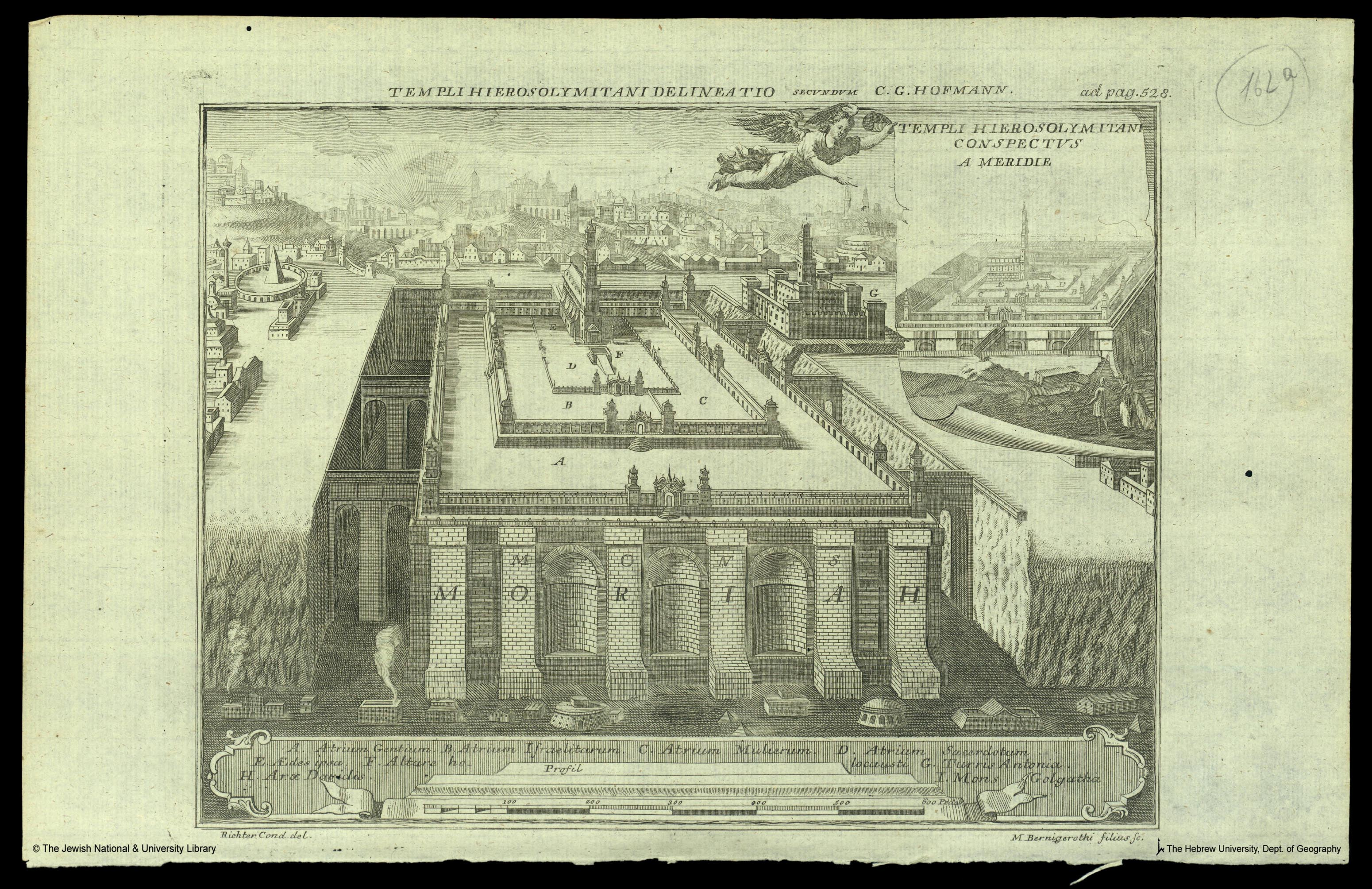
かつてあった、ユダヤ国立図書館の設計図、クリスチャン・G・ホフマン作（1692年-1735年）（エルサレム）

ユダヤ教においては、古代のヘブライ語の文献の中で、「神殿」ではなく、聖域や宮殿、館などに言及している。
エルサレム内の神殿の丘と呼ばれる地域は、第一神殿と第二神殿が建てられたところである。神殿の丘の頂上には、岩のドームと呼ばれる、イスラームにおける第三の聖地と呼ばれている建物がある。
ユダヤ教の宗教施設を意味する、シナゴーグというギリシア語の言葉は、ヘレニズム時代に使われていた、ユダヤ人（当時はサマリア人）の礼拝の場所を示す言葉に由来する。その他にも、イディッシュ語の「Shul（シュール）」という言葉や、同じヘブライ語でも、言い方が異なる「Beit Knesset（ベット・クネセット）」という言葉もかつて頻繁に用いられていた。
18世紀ごろになると、西欧・中欧諸国のユダヤ人は、ユダヤ関係の宗教施設も含め、フランス経由で伝わった、「Temple」という言葉でそれらを意味するようになった。この言葉は改革派と深く結びついていた。

## キリスト教の神殿

### 正教

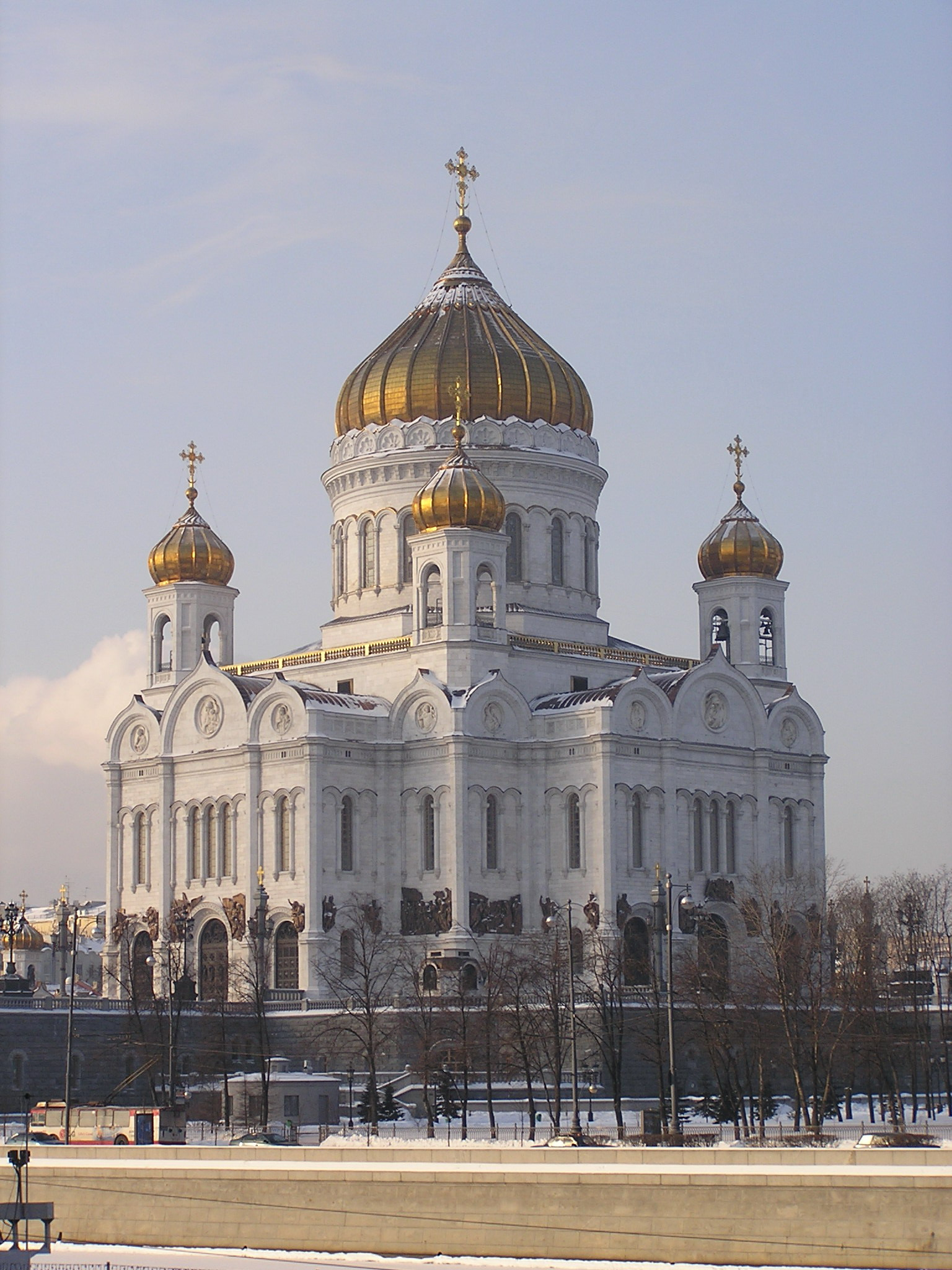
救世主ハリストス大聖堂（ロシア、モスクワ）

神殿を示す「Temple」という英単語は、しばしば、東方教会関係の建物を指すが、そのなかでも、もっぱら正教会の建物を指す。また、その英単語は、キリスト関係の建造物と、それ以外の宗教的建造物を区別するためにもできた。
ロシア語などのスラブ派の言語においては、「教会」を示す言葉は、「tserkov」である。この場合の「church(教会)」と「temple(寺院)」は交換可能であるが、churchという語の方が圧倒的に一般的である。templeという語もより大きなchurchが一般的に使われている。
正教における、神殿・聖堂と呼ばれるもので、有名なものを取り上げると、アヤソフィアや聖ワシリイ大聖堂などが挙げられる。

### 西方教会

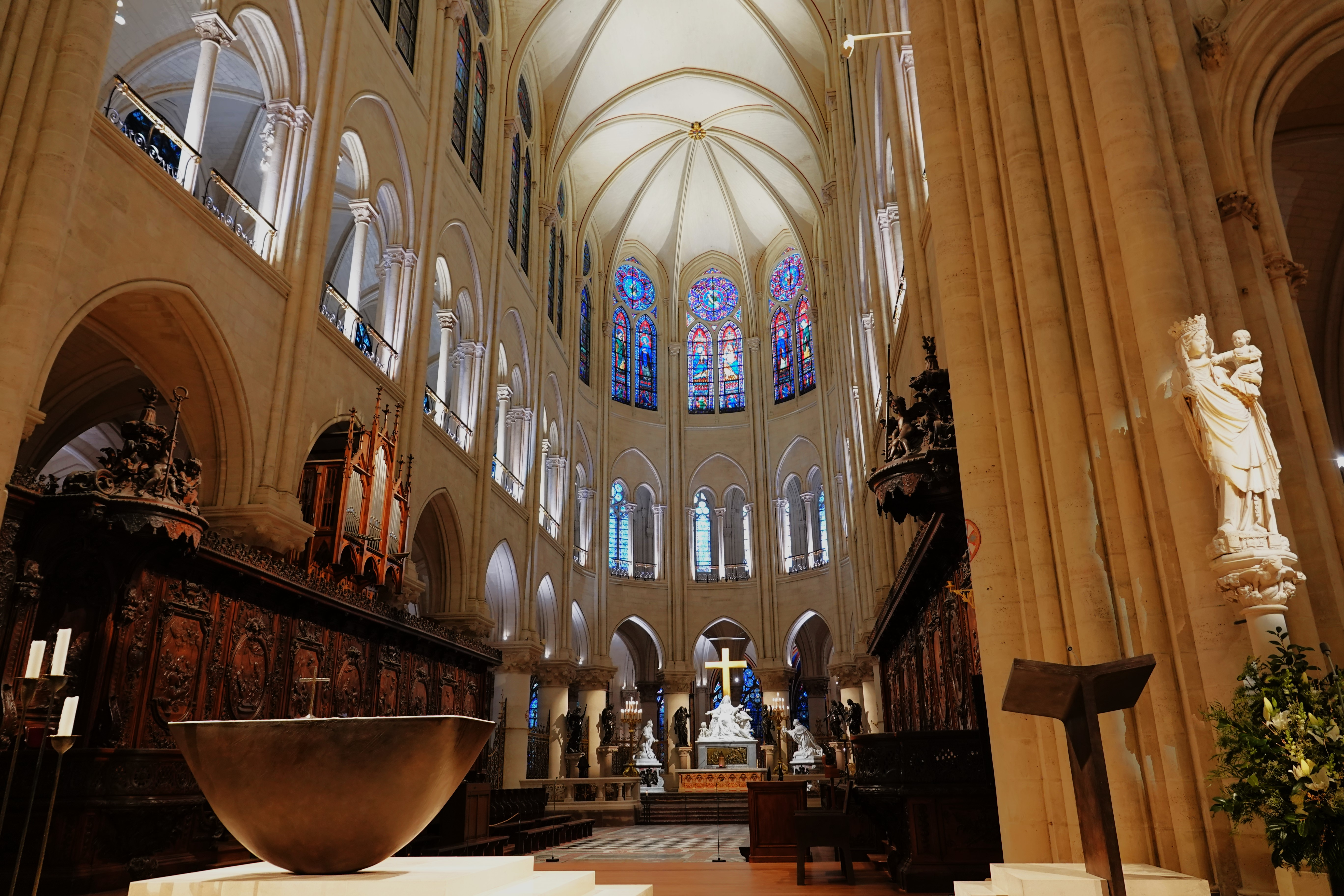
パリのノートルダム大聖堂の内部空間。奥に祭壇がある。聖母マリア像も手前に配置されている。

西方教会の祭壇の置かれた建物は日常的には教会堂、特定の形式のものはバシリカなどと呼ばれる。
カトリック教会の教会堂には祭壇が置かれ、パンやワインを用いたミサが行われる。祭壇付近には十字架がかかげられていることが一般的であり、またカトリック教会ではイエス・キリストへの信仰に加え、聖母マリアがイエスとの関係をとりなしてくれると信じ重んじるマリア崇敬をしているので、教会堂のどこかに聖母マリア像が配置されていることが一般的であるということが、プロテスタント諸派の教会堂とは異なる特徴である。カトリック教会では司教座（司教が執務のために座る椅子）が置かれる特別な位置づけの教会堂を指すためには司教座聖堂や大聖堂などいう用語も使われている。
なお英語の「Temple」は、慣例上、西方教会関連の建造物に対してはめったに使われておらず、「 Teampall」という言葉をおもに使っていた。
しかしながら、カトリック教会の建造物であっても、一部の特殊な形式の教会堂について「Temple」という言葉をあえて用いる場合もある。例えば、スペインのサクラダ・ファミリアや、フランスのサクレ・クール寺院などがそうである。サクレ・クールはフランス人から見ると、普通のフランス的な教会堂や聖堂とは明らかに異質な、東洋的な建築様式なので「temple」と呼んでいるのである。日本語ではそれを反映して「寺院」と、すなわち仏教施設や東洋の宗教の施設を主に指すための用語を訳語としてあてており、教会堂や聖堂と呼ばれていない。
他にも、福音主義や他の教派の建造物は、教会組織の内部では、数えきれないほどの専門用語で呼ばれ細かく区別されているが、学術的に俯瞰するためにそれらをまとめて呼ぶ場合はやはりtempleという用語が使われる。

### 末日聖徒における宗派

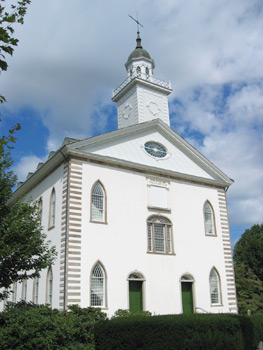
カートランド神殿（アメリカ、オハイオ州）

1832年、末日聖徒イエス・キリスト教会の創始者である、ジョセフ・スミスは神からの啓示を受け取った。オハイオ州にあるカートランド神殿は末日聖徒イエス・キリスト教会関連の初の神殿である。
末日聖徒における聖典モルモン書においては、ネーファイトと呼ばれるモルモン教の神殿に言及している。

#### 末日聖徒イエス・キリスト教会

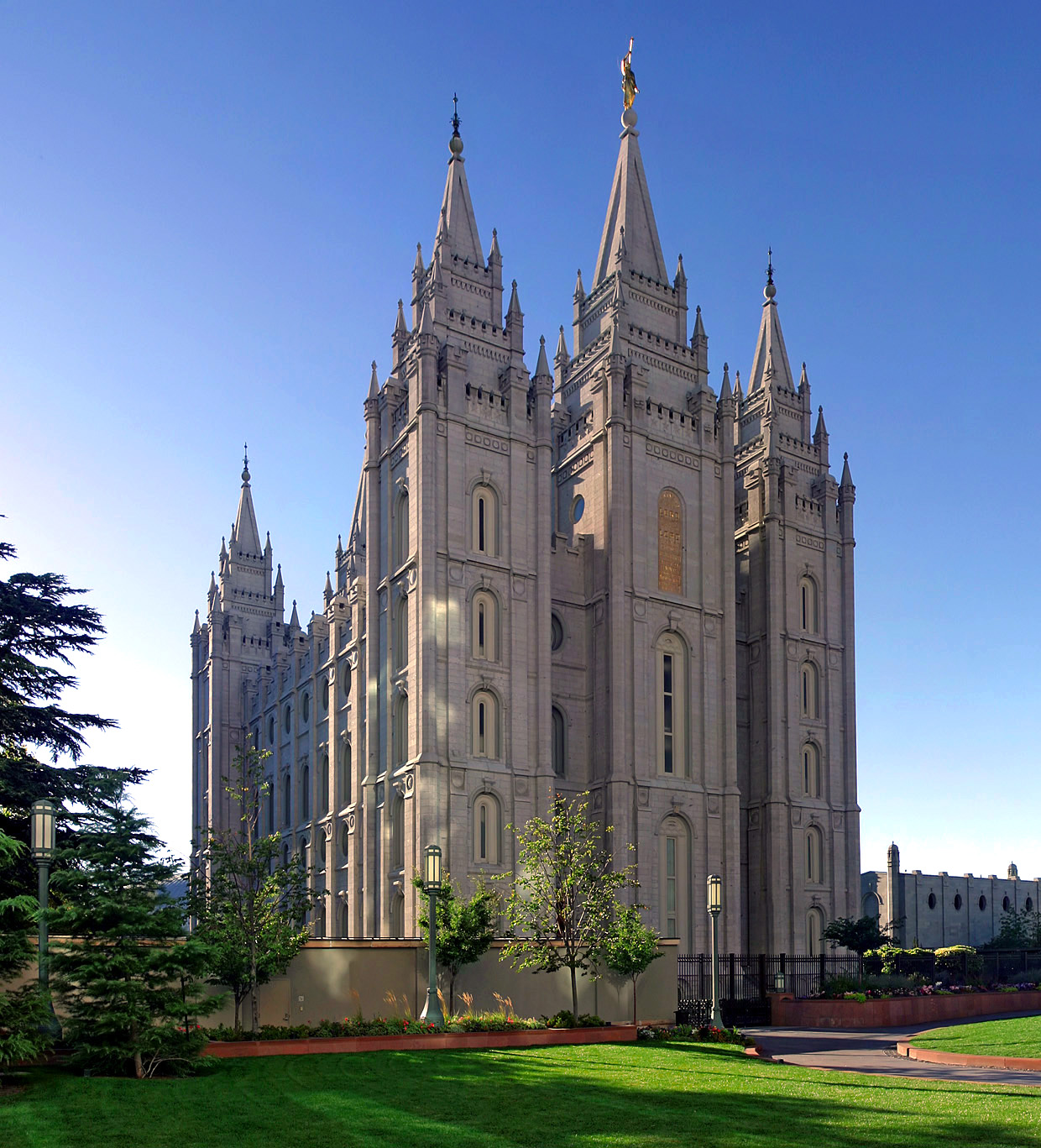
末日聖徒イエス・キリスト教会（略称LDS）の神殿（アメリカ、ユタ州、ソルトレイクシティ）

末日聖徒イエス・キリスト教会における神殿は、つまるところ、末日聖徒とモルモン教の宗教施設を多用している。世界的には、約155件の神殿が存在する。末日聖徒の者は、神聖な制約を結び、儀式をしばしば行うという事を、あらかじめ契約されている。また、彼らにとって、末日聖徒イエス・キリスト教会の礼拝所というものは、チャペルなどとは微妙に異なる。
神殿は厳粛な神聖さのもとに建設、手入れされており、汚されてはならない。従って、教会会員や無欠席を含む厳密な規則が入会の際に適応されている。建築後と神殿が捧げられる前の公開中、神殿はツアーのため、大衆のために開放されている。

##### その他の末日聖徒関連の宗派
今日、ジョセフ・スミスらによって行われた末日聖徒運動から、様々な宗派が派生している。
- ジョセフ・スミスの死（英語版）後、テキサス州のソディアック（英語版）（現在のミシシッピ）に[12] 末日聖徒キリスト教会（ Church of Christ）という宗教団体がライマン・ウェイト（英語版）によって設立された。本部はフレデリックスバーグから3マイル程離れたところにある。
- メキシコの都市オズンバ（英語版）に、モルモン教系宗教団体使徒協会（英語版）によって1990年代前半に建てられた神殿が、存在する[13]。
- 1994年4月、ミズーリ州インディペンデンスに、モルモン教系宗教団体コミュニティ・オブ・クライストの神殿が、当時の会長ウォーレス・B・スミス（英語版）によって建設された。コミュニティ・オブ・クライストは、オハイオ州のカートランドにある、カートランド神殿などの一部のモルモン教の神殿をも経営している。
- 2005年[14]、モルモン教系宗教団体末日聖徒イエス・キリスト原理主義教会（英語版）の寺院の建築がその信者らによって始まった。それはテキサス州シュライヒャー郡エルドレード（英語版）、に位置している[15]。しかし、2014年5月現在、それはテキサス州が法的に所有してある[16][17]。
- ユタ州モデーナ付近に、モルモン教系宗教団体末日聖徒イエス・キリスト教会の正義支部（英語版）によって建設された、ピラミッド型の神殿が存在する[13]。

## フリーメイソン

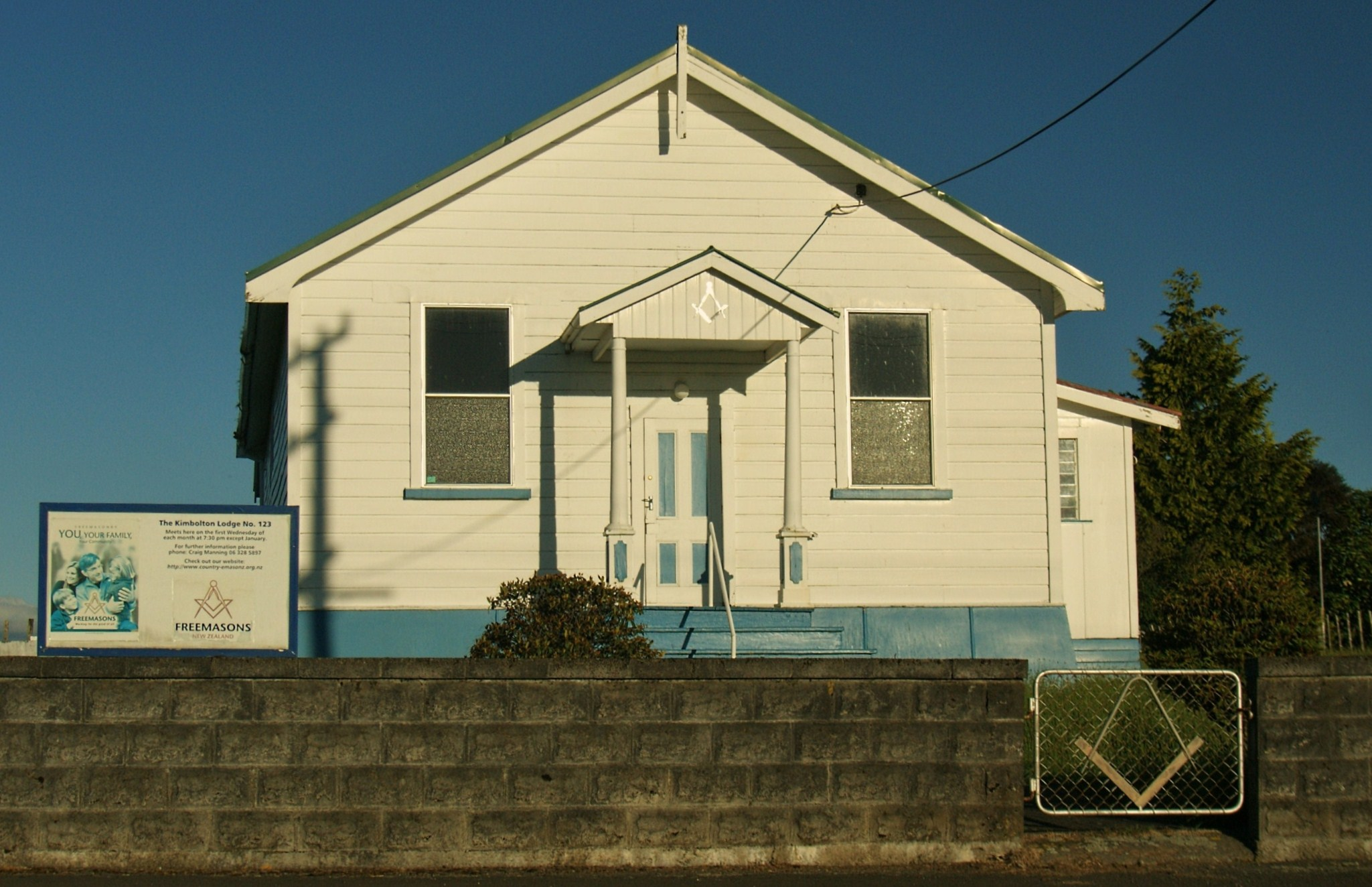
フリーメイソンのロッジ

フリーメイソンは、会員の者同士で、形而上学的な友愛を分かち合うことを目的に18世紀に発足した秘密結社であるが、会員は、普段ロッジと呼ばれる特殊な施設に集い会議などが行われる。ロッジは、会員の者にとって、フリーメイソンにおける神殿と同等の扱いをなされている。ロッジは、フリーメイソンホールなどとも呼ばれている。

## ゾロアスター教の神殿
ゾロアスター教の神殿は、「 darb-e mehr（ダーバー・エール）」や「Atashkadeh（アーテシュガーフ）」」というような名称（いずれもペルシア語）でも呼ばれる。

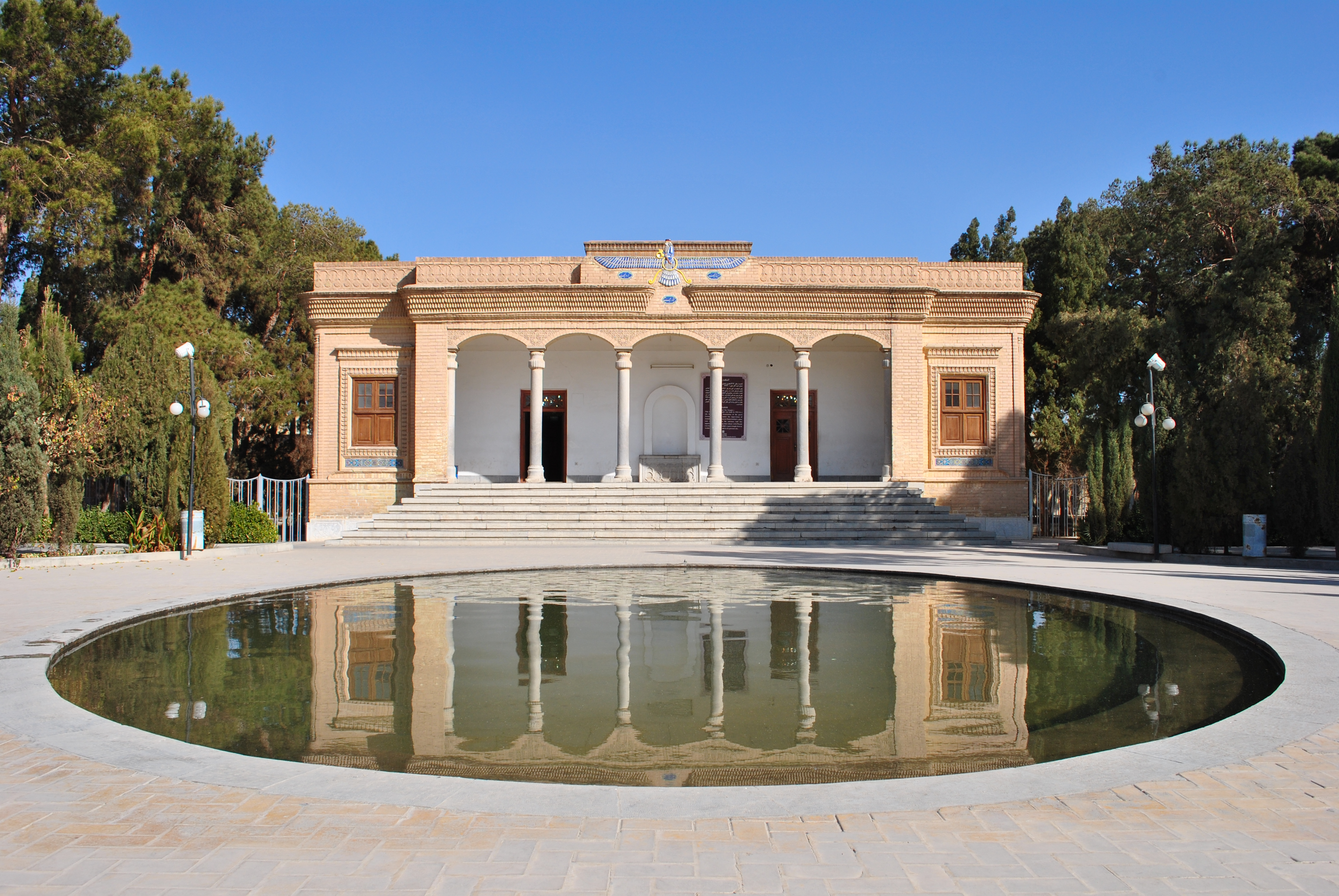
ゾロアスター教の中心地である、ヤズド（イラン）内のゾロアスター教寺院

ゾロアスター教は、拝火教とも呼ばれており、ゾロアスター教における、火の寺院というものは、ゾロアスター教信者にとって、崇拝の場となっている。
特に、儀式などの際に、必ずと言っていいほど、火をつけるのが彼らの主な特徴であり、彼らにとって「火（Atar）」というものは、「水（Aban）」というものと同じくらい、儀式の純粋さを代理するものである。
儀式の際に、「白い」灰は、基本とみなされている。

## シーク教の神殿

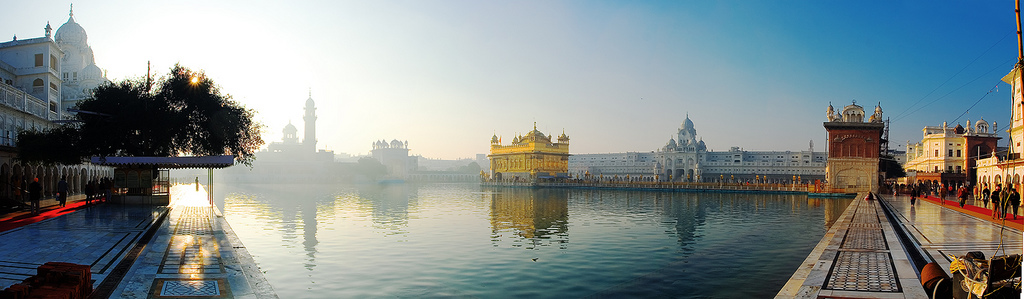
シク教の寺院である、ハリマンディル・サーヒブ（インド、アムリトサル）

シーク教の神殿は、グルドワラとも呼ばれており、それは文字通り、グルの出入り口という意味合いである。
最も重要な要素をなしているのは、シーク教の聖典グル・グラント・サーヒブの存在である。
グルドワラと呼ばれる建物は、普通、あらゆる側面から出入り口があり、何の区別もなく建物全体が開放されている。中に入ると、グル・グラント・サーヒブが好きに読め、また、いくらかの食べ物が配られる場所がある。また、グルドワラ内には、図書館や託児所、さらには教室まである。
そして、グルドワラの頂上には、シーク教のシンボルが描かれた旗がかかっており、遠くからでも、それがシーク教の神殿だということが判るようになっている。

## ヒンドゥー教の神殿
ヒンドゥー教の寺院はAlayam、Mandir、Mandira、Ambalam、Gudi、Kavu、Koil、Kovil、Déul、Raul、Devasthana、Degul、Deva MandirayaおよびDevalayaなど、地域などによって違った名で知られている。青銅器時代や後に続いたインダス文明のように、聖なる土地を経由して、進化していったという証拠が、残っている。
- アンコール・ワット（カンボジア）は、世界で最も大きなヒンドゥー教の寺院。
- アークシャルダーム寺院（インド、ニューデリー）
- 6世紀に建てられたシヴァ派の寺院である、コンスワラン寺院（英語版）（スリランカ、トリンコマリー）。

## 仏教の神殿

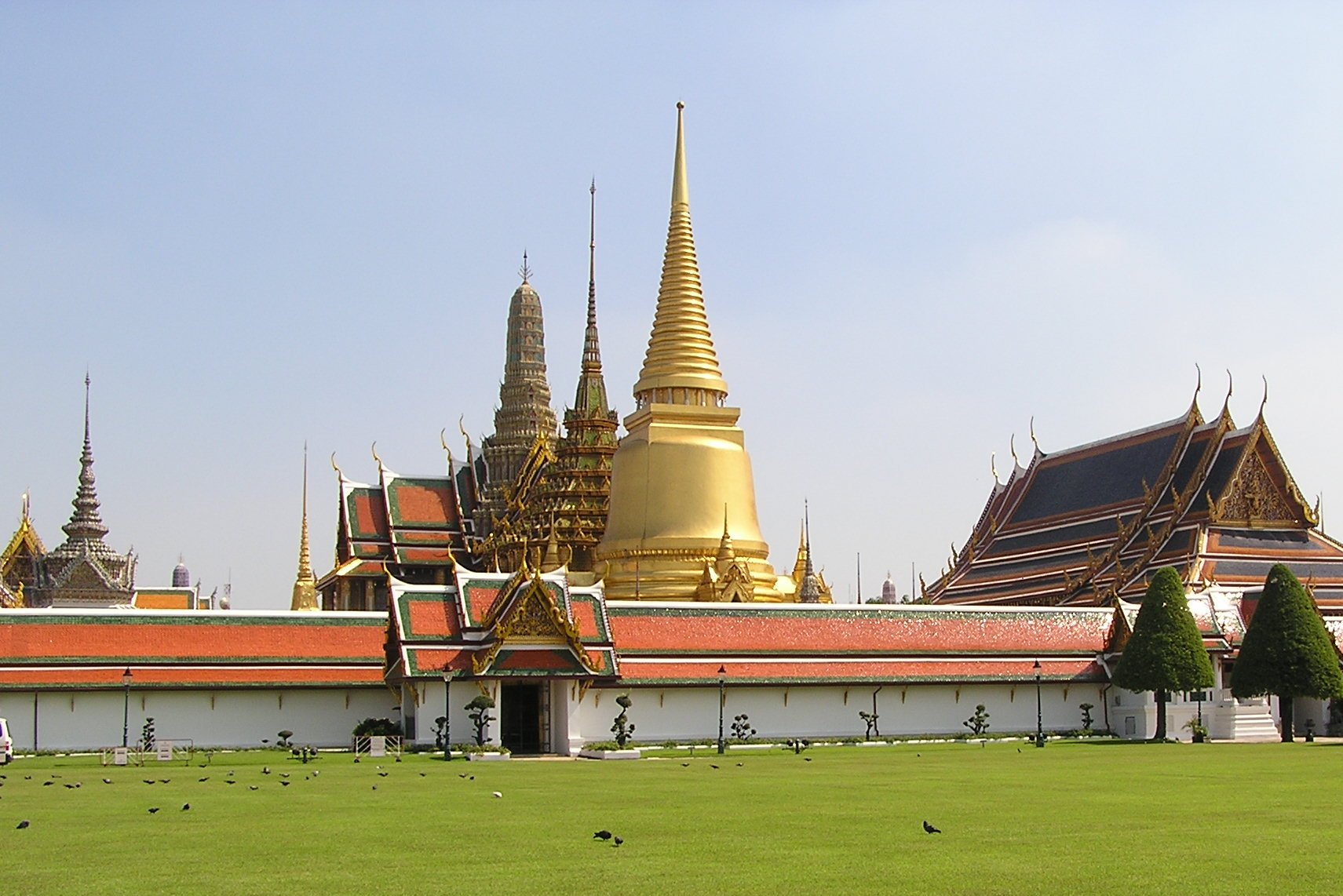
仏教の寺院である、ワット・シーラッタナーサーサダーラーム（タイ）

仏教の寺院は、地域によっては、パゴダ、ワット、ストゥーパなど、様々な名前で呼ばれている。
仏教の寺院はブッダの純粋な土地または純粋な環境を表している。伝統的な仏教寺院は内外の平和を刺激するように設計されている。

## ジャイナ教の神殿

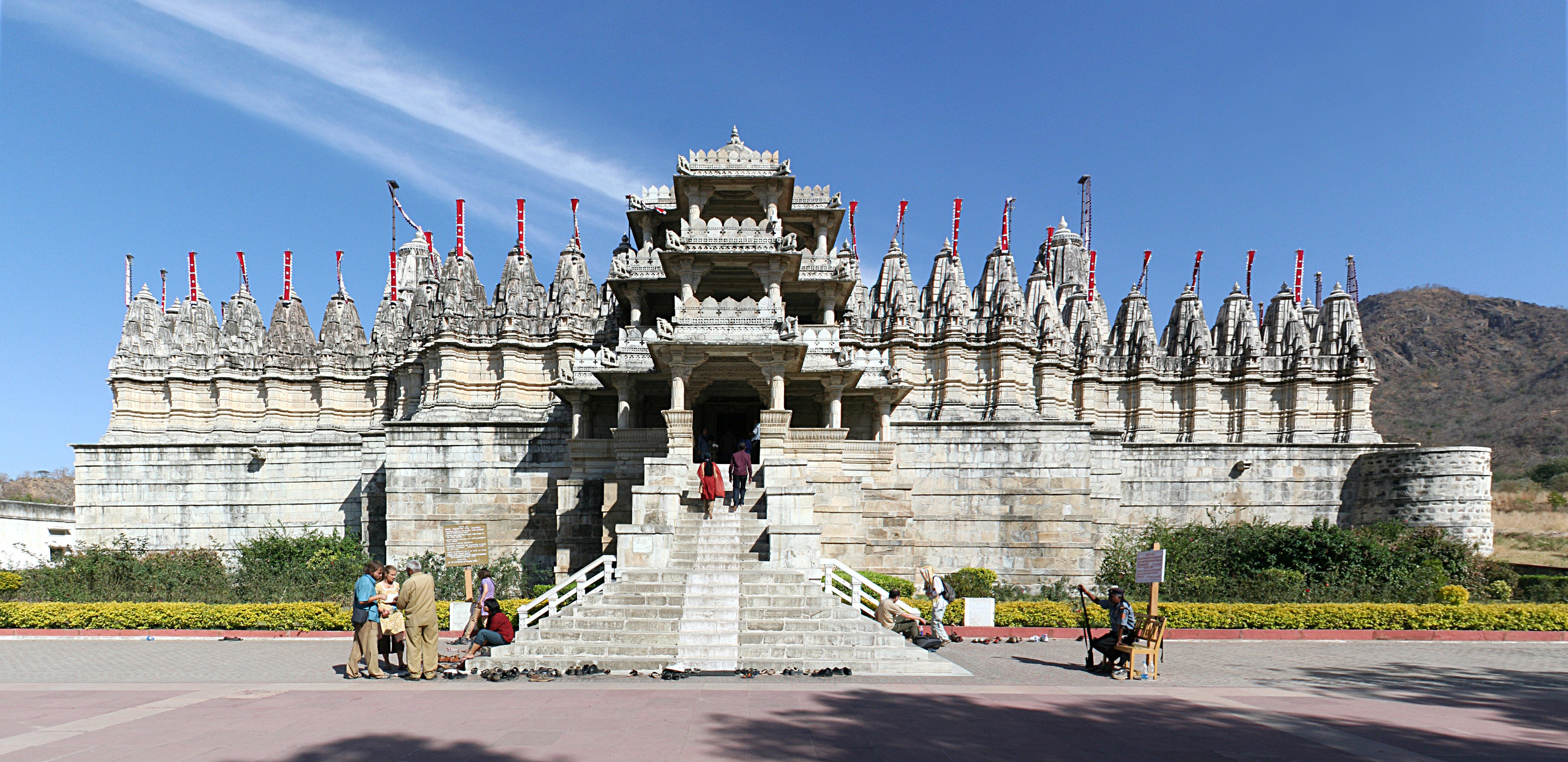
ジャイナ教の寺院であるラナックプール寺院（インド、ラージャスターン州）

ジャイナ教の寺院は、ジャイナ教徒においての崇拝の場であり、デザインなどがかなり幅広い（例えば、北インドにあるジャイナ教寺院は、南・西インドのジャイナ教寺院とはかなりデザインが異なる）。

## 道教
道教の寺院や神殿などは、中国語で「道观（daoguan）（道の重孝の場の意）」と呼ばれている。

## 神道
神道の祭祀施設である神社は神殿に相当する。ただし英語では仏教の寺院（Buddhist temple）と区別するため「shrine」と呼んでいる。

## メソアメリカの神殿

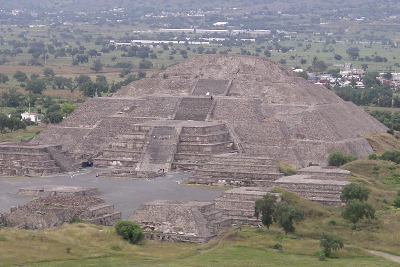
月のピラミッド

メソアメリカでは紀元前二千年紀の末に神殿文化が起こり、それから約2500年の間、外部世界の影響や干渉を受けることなく自力で発展し続けた。

## その他
- エチオピアの古代都市イェーハ（英語版）に、紀元前700年ごろに建設された神殿が存在する。